# Helionides tra
Helionides tra är en insektsart som först beskrevs av Irena Dworakowska 1981.  Helionides tra ingår i släktet Helionides och familjen dvärgstritar. Inga underarter finns listade i Catalogue of Life.